# Danis Tanović
Danis Tanović (Zenica, 20. veljače 1969.), bosanskohercegovački redatelj i scenarist
Tanovićev film Ničija zemlja dobitnik je Oscara 2001. godine u konkurenciji za najbolji strani film.
Tanović je odrastao u Sarajevu gdje se i školovao. Godine 1992., tijekom opsade Sarajeva, prekida studij na ASU u Sarajevu. Pridružuje se filmskoj ekipi koja prati Armiju Bosne i Hercegovine. Materijali koje je Tanović (s kolegom Dinom Mustafićem) napravio korišteni su u brojnim filmovima i reportažnim izvješćima o opsadi Sarajeva i ratu u Bosni i Hercegovini. Godine 1994. Tanović odlazi u Bruxelles kako bi dovršio započeti studij koji završava 1997.
Nakon završenog studija Tanović započinje rad na filmu Ničija Zemlja, za kojeg je napisao scenarij. Film je završio 2000. godine.

## Filmografija
- L'Enfer (2005.)
- 11'09'01 - September 11 (2002.)
- Ničija zemlja (2001.)
- Buđenje (1999.)
- L'Aube (1996.)
- Čudo u Bosni (1995.)

## Neke od osvojenih nagrada za filmNičija zemlja
- Oscar 2001. za najbolji strani film
- Cesar 2002. za najbolji prvi dugometražni film
- Nagrada Europske filmske akademije 2001. za najbolji scenarij
- Zlatni globus 2001. za najbolji strani film
- Nagrada za najbolji scenarij 2001., Filmski festival u Cannesu
- FIPRESCI 2001., Motovun film festival, za najbolji film
- Nagrada za najbolji film (ocjenjivački sud i publika) 2001., Sarajevo film festival